# Chorisoneura
Chorisoneura är ett släkte av kackerlackor. Chorisoneura ingår i familjen småkackerlackor.

## Dottertaxa tillChorisoneura, i alfabetisk ordning[1]
- Chorisoneura africana
- Chorisoneura albifrons
- Chorisoneura albonervosa
- Chorisoneura amazona
- Chorisoneura anisoura
- Chorisoneura annulicornis
- Chorisoneura anomala
- Chorisoneura apolinari
- Chorisoneura argentina
- Chorisoneura barbadensis
- Chorisoneura barticae
- Chorisoneura bella
- Chorisoneura bilineata
- Chorisoneura bisignata
- Chorisoneura bradleyi
- Chorisoneura brunneri
- Chorisoneura cabimae
- Chorisoneura calogramma
- Chorisoneura carpenteri
- Chorisoneura cassiphila
- Chorisoneura castanea
- Chorisoneura castaneolineata
- Chorisoneura catuabana
- Chorisoneura centralis
- Chorisoneura cistelina
- Chorisoneura colorata
- Chorisoneura cristobalensis
- Chorisoneura diaphana
- Chorisoneura dimidiaticornis
- Chorisoneura discoidalis
- Chorisoneura elegantula
- Chorisoneura excelsa
- Chorisoneura exquisita
- Chorisoneura flavipennis
- Chorisoneura formosella
- Chorisoneura fulgurosa
- Chorisoneura fulva
- Chorisoneura fuscipennis
- Chorisoneura galibi
- Chorisoneura gatunae
- Chorisoneura gemmicula
- Chorisoneura gracilis
- Chorisoneura guianae
- Chorisoneura heydei
- Chorisoneura inquinata
- Chorisoneura inversa
- Chorisoneura itatiaiensis
- Chorisoneura janeirensis
- Chorisoneura lata
- Chorisoneura latissima
- Chorisoneura levallonia
- Chorisoneura lineatifrons
- Chorisoneura lopesi
- Chorisoneura meinerti
- Chorisoneura mimosa
- Chorisoneura minuta
- Chorisoneura morosa
- Chorisoneura multivenosa
- Chorisoneura mysteca
- Chorisoneura nigrifrons
- Chorisoneura nigrostriga
- Chorisoneura nobilis
- Chorisoneura panamae
- Chorisoneura parishi
- Chorisoneura perloides
- Chorisoneura perlucida
- Chorisoneura personata
- Chorisoneura peruana
- Chorisoneura polita
- Chorisoneura poststriga
- Chorisoneura pulcherrima
- Chorisoneura roppai
- Chorisoneura similis
- Chorisoneura sinop
- Chorisoneura sordida
- Chorisoneura specilliger
- Chorisoneura splendida
- Chorisoneura strigifrons
- Chorisoneura stylata
- Chorisoneura surinama
- Chorisoneura taeniata
- Chorisoneura tessellata
- Chorisoneura texensis
- Chorisoneura thalassina
- Chorisoneura translucida
- Chorisoneura viridis
- Chorisoneura vitrifera
- Chorisoneura vitrocincta
- Chorisoneura vivida
- Chorisoneura yaguas